# Mikhaïl Mikhaïlovitch Golitsyne
 (septembre 2019).
Le prince Mikhaïl Mikhaïlovitch Golitsyne (en russe : князь Михаил Михайлович Голицын, Kniaz Mikhaïl Mikhaïlovitch Golitsyn), né le 11 novembre 1684 et mort le 5 juin 1764, est un prince et amiral général russe, appartenant à la quatrième branche de la famille princière des Golitsyne.

## Famille
Fils du boyard Mikhaïl Andreïevitch Golitsyne (1640-1687), voïvode de Smolensk, Kiev et Koursk et de son épouse Praskovia Nikitichna (née Kaftyriova) (1645-1715).

### Mariage
Mikhaïl Mikhaïlovitch Golitsyne épousa en premières noces Maria Dmitrievna Golovnia (-1721).
Veuf, le prince épousa Tatiana Kirillovna Narychkyna (1702-1757).
De cette union naquirent :
cinq garçons et trois filles dont :
- Alexandre Mikhaïlovitch Golitsyne : (1723-1807), Vice-chancelier et grand chambellan (1775). Il mène une carrière de diplomate sous Catherine II, il est disgracié en 1777.
- Mikhaïl Mikhaïlovitch Golitsyne : (1731-1804);
- Piotr Mikhaïlovitch Golitsyne : (1738-1775), lieutenant-général.

## Biographie
Mikhaïl Mikhaïlovitch Golitsyne étudia le commerce maritime aux Pays-Bas et au Royaume-Uni.
En 1717, il prit part à la Guerre du Nord (1700-1721). Au cours de ce conflit qui opposa la Russie à la Suède, le prince commanda un détachement de galères, le 7 août 1720, dirigeant la flotte russe lors de la bataille navale de Grengam, il défit le vice-amiral suédois Érik Sheblat.
En 1721, il fut élevé au grade de lieutenant de marine.
En 1726, le prince fut nommé conseiller auprès de l'administration des affaires navales (créée par Pierre Ier de Russie en 1718) et promu capitaine commandant.
En 1727, il remplit les fonctions de Président du Collège de Justice.
En 1728, il fut nommé conseiller privé et sénateur.
En 1732, au grade de vice-amiral, sur ordre d'Anne Ire de Russie, il reprit du service dans la marine où il occupa le poste de commissaire militaire aux armées.
De 1737 à 1740, le prince fut chargé de superviser la construction de navires dans les chantiers navals de Briansk et de Tavrov.
De 1740 à 1741, il occupa le poste de gouverneur d'Astrakhan.
En 1741, rappelé par Élisabeth Ire de Russie, Mikhaïl Mikhaïlovitch Golitsyne siégea de nouveau au sénat.
En 1745, le prince fut élevé au rang de conseiller privé.
De 1745 à 1748, il fut ambassadeur de Russie en Perse.
En 1746, Mikhaïl Mikhaïlovitch Golitsyne fut élevé au grade d'amiral. De Perse, le prince ramena les premiers plants de pêchers, il les fit planter dans sa serre. Quelques années plus tard, ces arbres fruitiers donneront les premières pêches récoltées en Russie. Chaque année, Élisabeth Ire de Russie recevra en cadeau deux paniers de ces fruits charnus.
En 1748, il commanda la flotte impériale de Russie.
En 1750, il fut nommé au poste de président du Conseil de l'Amirauté.
En décembre 1752, le prince fut nommé commandant suprême de Saint-Pétersbourg, il occupera ce poste jusqu'en mai 1754.
En 1756, Mikhaïl Mikhaïlovitch Golitsyne fut élevé au grade de général-amiral.
En 1762, en raison d'un âge très avancé et d'un mauvais état de santé, le prince fut mis à la retraite.